# Алессандро Террін
Алессандро Террін (італ. Alessandro Terrin; нар. 11 липня 1985) — італійський плавець.
Учасник Олімпійських Ігор 2008 року.
Призер Чемпіонату світу з плавання на короткій воді 2006 року.
Чемпіон Європи з водних видів спорту 2006 року, призер 2008 року.
Чемпіон Європи з плавання на короткій воді 2008 року, призер 2005, 2006, 2007, 2009 років.